# Neue Trinkhalle (Bad Wildbad)

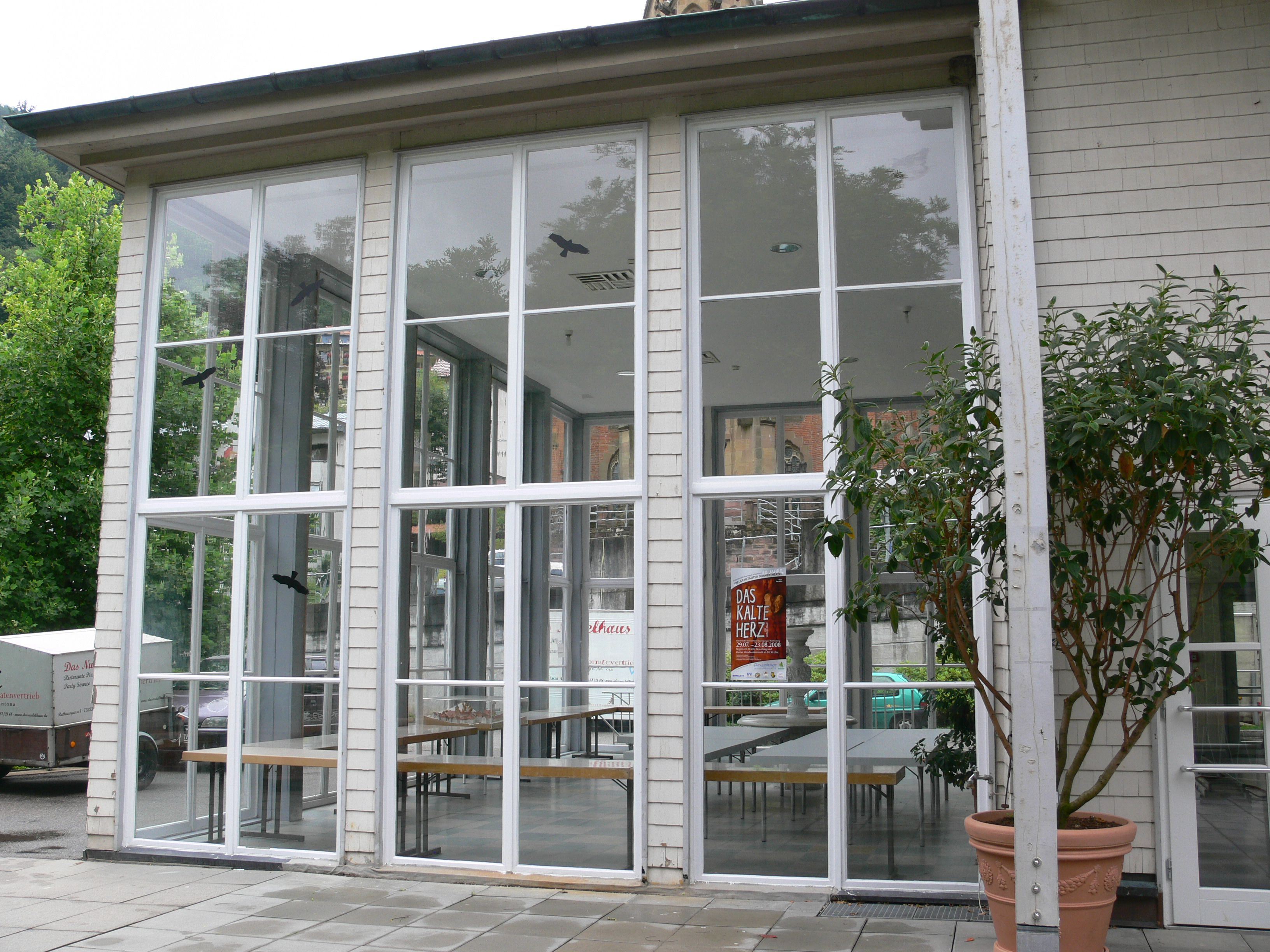
Brunnenhalle der Neuen Trinkhalle

Die Neue Trinkhalle ist ein denkmalgeschütztes Bauwerk in Bad Wildbad im Schwarzwald. Ursprünglich als Kurgebäude erbaut wird sie heute als Veranstaltungshalle genutzt.

## Geschichte
Die erste Wildbader Trinkhalle entstand 1878/1879 am linken Enzufer beim damaligen Hotel Bellevue. Die teils verglaste, teils offene Gusseisenkonstruktion wurde 1959 abgebrochen.
Die Alte Trinkhalle war nicht beheizbar und konnte nur in den Sommermonaten genutzt werden. Bereits in den 1920er Jahren gab es Bestrebungen sie durch einen Neubau zu ersetzen. Da der alte Platz zu klein und hochwassergefährdet war, wählte man dafür einen Standort rechts der Enz unweit des Kurtheaters. Die neue Trinkhalle wurde nach Plänen von Reinhold Schuler unter Leitung von Otto Kuhn in acht Monaten erbaut und am 21. Juli 1934 eingeweiht.
Aufgrund der Hanglage entstand ein zweigeschossiges Bauwerk. Der untere, in Betonbauweise erstellte Teil wird als Café mit Außenterrasse genutzt. Auf der über Freitreppen erreichbaren oberen Ebene befindet sich die rund 90 Meter lange und bis zu 16 Meter breite Halle. Die Holzkonstruktion ist in eine Brunnenhalle mit Trinkbrunnen, eine Wandelhalle und eine Musikhalle mit Bühne unterteilt. Nach außen ist die Brunnenhalle vollständig verglast. Die lang gestreckte Wandelhalle ist mit raumhohen Fenstern versehen; die Außenwände sind mit Schindeln verkleidet. Im Innern waren die Bereiche durch Pfeiler untergliedert, die später teilweise entfernt wurden.
Die Neue Trinkhalle steht als Kulturdenkmal unter Denkmalschutz.

## Nutzung
Nach dem Rückgang der Trinkkuren wurde die Trinkhalle für ihren ursprünglichen Zweck nicht mehr gebraucht. Seit den 1950er Jahren fanden dort Konzerte und Ausstellungen statt, zeitweilig wurde im Winter darin Tennis gespielt.
Wegen des erheblichen Renovierungsbedarfs plante das Land Baden-Württemberg den Abriss.
Aus den Protesten der Bevölkerung entstand 2003 ein Förderverein zum Erhalt der Trinkhalle. Im Jahr 2005 ging das Gebäude in den Besitz des Fördervereins über. 2011 war die Sanierung und Modernisierung mit einem Kostenaufwand von rund 1,7 Millionen Euro abgeschlossen.
Als Kulturzentrum Trinkhalle wird das Gebäude für öffentliche und private Veranstaltungen genutzt. Seit 2010 ist es auch Spielstätte für das Opern- und Musikfestival Rossini in Wildbad.